# Günter Roth (General)
Günter Roth (* 1935 in Würzburg) ist ein deutscher Brigadegeneral außer Dienst und Militärhistoriker. Er war von 1985 bis 1995 Amtschef des Militärgeschichtlichen Forschungsamtes.

## Leben
Roth wuchs bis 1945 in der Nähe von Sorau in Schlesien auf. Nach dem Abitur 1954 in Tübingen trat er als Offizieranwärter in den Bundesgrenzschutz (BGS) ein.
In die Fallschirmjägertruppe der neugegründete Bundeswehr wurde er 1956 als Fahnenjunker übernommen. 1957 kam er zum Luftlande-Jägerbataillon 19 nach Kempten.
Er durchlief zunächst verschiedene Verwendungen, bis er von 1971 bis 1975 Politikwissenschaft, Geschichte und Psychologie an der Eberhard Karls Universität Tübingen, der Ludwig-Maximilians-Universität München und der Julius-Maximilians-Universität Würzburg studierte. 1975 wurde er bei Friedrich August von der Heydte am Philosophischen Fachbereich II der Universität Würzburg mit der Dissertation Das Gleichgewicht in Europa Mitte der siebziger Jahre zum Dr. phil. promoviert. 
Danach war er u. a. Kommandeur der Fachschule des Heeres für Erziehung und Wirtschaft (FSH Erz/Wi) in Darmstadt. Von 1984 bis 1985 war Günter Roth Kommandeur der Luftlandebrigade 27 in Lippstadt und von 1985 bis 1995 Leiter des Militärgeschichtlichen Forschungsamtes (MGFA) in Freiburg im Breisgau und Potsdam. Außerdem war er Präsident der Kommission für Militärgeschichte der Bundesrepublik Deutschland.
Roth veröffentlichte vor allem auf den Gebieten der Militärpolitik und der Operationsgeschichte.

## Schriften (Auswahl)
- Politik und militärische Macht. Ausgewählte Schriften. Hrsg. von Wedig Kolster in Verbindung mit dem Militärgeschichtlichen Forschungsamt, MGFA, Potsdam 1995.
- Die deutsche Fallschirmtruppe 1936–1945. Der Oberbefehlshaber Generaloberst Kurt Student. Strategischer, operativer Kopf oder Kriegshandwerker und das soldatische Ethos. Würdigung, Kritik, Lektion. Mittler, Hamburg u. a. 2010, ISBN 978-3-8132-0906-8.